# Векторы на основе наноматериалов
Векторы на основе наноматериалов или наноконтейнеры для направленной доставки веществ (англ. nanomaterial-based vectors) — наноразмерные устройства для направленной доставки биологически активных веществ в клетки.

## Описание
В биологии и медицине термином «вектор» обозначают переносчик. В генной инженерии плазмидная ДНК или вирусная ДНК и РНК служат векторами для переноса клонированных в них генов в целевые клетки. В фармакологии вектор — это устройство или молекула для направленной доставки лекарственных веществ. Основная задача вектора — обеспечить поступление биологически активных соединений (лекарств, токсинов, белков, олигонуклеотидов, генов и т.д.) в целевые клетки организма, в том числе в требуемый внутриклеточный компартмент (ядро, цитоплазма, органеллы), в очаг патологического поражения, одновременно предотвращая инактивацию и проявление биологической активности этих веществ до накопления в заданной области.
В общем виде в состав вектора входит наноконтейнер, в который упаковывают терапевтические субстанции, и система адресной доставки, расположенная на внешней поверхности наноконтейнера. В ряде случаев (наноконъюгаты, «двуликие» частицы, наносомы, многофункциональные наночастицы в медицине) эту систему адресной доставки (особенно при молекулярном конструировании в биофармакологии) также называют вектором. В качестве наноматериалов для создания векторов используют наночастицы из биосовместимых линейных полимеров (полиэтиленгликоль, полимолочная кислота и др.) и ветвящихся полимеров (дендримеров), липосомы, а также вирусные частицы, лишённые способности к размножению. Изучаются перспективы использования для этих целей фуллеренов, нанотрубок и других небиологических нанообъектов, модифицированных для придания им биосовместимости. Одним из вариантов такой модификации является ПЭГилирование, т. е. покрытие наночастиц оболочкой из полиэтиленгликоля (ПЭГ). Для адресации наноконтейнеров их модифицируют молекулами, узнающими поверхностные рецепторы клеток-мишеней, например, антителами к этим рецепторам, молекулами фолиевой кислоты и др.
Предложены векторные системы доставки лекарств без наноконтейнеров, в которых адресная молекула непосредственно прикрепляется к лекарственному веществу. Так, с помощью генно-инженерных технологий создана гибридная молекула, состоящая из антитела к рецептору ферритина на поверхности клеток и биотин-связывающего белка авидина. Доставляемые вещества химически биотинилируют (модифицируют биотином), и они прочно связываются с авидином. Затем такие комплексы доставляются к клеткам, в частности, к клеткам центральной нервной системы путём активного транспорта через эндотелий капилляров мозга.
В некоторых органах (печень, легкие, селезёнка) возможно достичь повышенного накопления наноконтейнеров с лекарствами даже без применения специфической адресации. Это связано с естественной барьерной функцией этих органов. Накопление также происходит в опухолях, которые кровоснабжаются высокопроницаемыми микрососудами, в результате чего даже крупные молекулы и частицы из крови легко переходят в межклеточное пространство. Однако разница в степени накопления терапевтических агентов в опухоли и в здоровой ткани зачастую невелика, поэтому в большинстве случаев требуется разработка высокоспецифичных адресных молекул или других методов наведения, чтобы сделать векторы высокоточными «магическими пулями».